# 宮城県築館高等学校
宮城県築館高等学校（みやぎけんつきだてこうとうがっこう、英称:Miyagi Prefectural Tukidate High School）は、宮城県栗原市築館字下宮野町浦にある男女共学の県立高等学校。

## 概要
1901年（明治34年）に旧制中学校の県立宮城県第三中学校栗原分校として設立され、1904年（明治37年）に県立宮城県第五中学校として独立した。開校以来長らく男子校であったが、2005年（平成17年）に宮城県築館女子高等学校と統合され、男女共学となった。
毎年4月に宮城県古川高等学校と定期戦（臙紫定期戦）を行っている。古川高校は旧・宮城県第三中学校、築館高校はその栗原分校であり、兄弟校による対抗戦となっている。野球やサッカー、綱引きなど、全15種目の勝敗で優劣を競う。

### 校訓
共助・研鑽・進取

### 校章
栗駒山のイメージを表現した山なりの3本の線で、校訓の「共助」・「研鑽」・「進取」を表現している。また、築館高校（tsukidate high school）のイニシャルである「t」「h」「s」を組み合わせてデザイン化している。全体のデザインは、天に向かって駆け上がる天馬をイメージしている。

### 校歌
- 作詞：佐野督郎[3]
- 作曲：みなみらんぼう[3]

## 沿革
「歴史」（宮城県築館高等学校公式ホームページ）を参照。
- 1901年（明治34年）4月1日 - 県立宮城県第三中学校栗原分校として創立。
- 1904年（明治37年）
  - 4月1日 - 県立宮城県第五中学校として独立。
  - 6月1日 - 宮城県立築館中学校と改称。
- 1919年（大正8年）11月1日 - 宮城県築館中学校と改称。
- 1948年（昭和23年）4月1日 - 学制改革に伴い新制高等学校となり、宮城県築館高等学校と改称。
- 1950年（昭和25年）10月22日 - 創立50周年記念式典を挙行、校歌制定。
- 1973年（昭和48年）4月1日 - 一迫分校が独立し、宮城県一迫商業高等学校となる。
- 2000年（平成12年）10月18日 - 創立100周年記念式典を挙行。
- 2005年（平成17年）4月1日 - 宮城県築館女子高等学校と統合され、男女共学の宮城県築館高等学校が開校。
- 2007年（平成19年）3月31日 - 分校の瀬峰校を閉校。
- 2025年（令和7年）4月1日 - 一迫商業高校が築館高校の分校『一迫商業キャンパス』に改称。

## 学校行事
「2023 学校案内」（宮城県築館高等学校公式ホームページ）を参照。
- 4月 - 始業式・入学式、対古川高校定期戦
- 5月 - 生徒会役員選挙
- 7月 - 合唱コンクール、弁論大会
- 8月～9月 - 築高祭（文化祭）
- 10月 - 生徒総会、体育祭
- 12月 - 修学旅行
- 3月 - 卒業式、終業式・離任式

## 部活動
「2023 学校案内」（宮城県築館高等学校公式ホームページ）を参照。
- 陸上競技部
- 弓道部
- 柔道部
- 剣道部
- ホッケー部
- 卓球部
- バドミントン部
- ソフトテニス部
- 硬式野球部
- バレーボール部
- バスケットボール部
- サッカー部
- 吹奏楽部
- 美術部
- 自然科学部
- 伝統文化部
- 軽音楽部
- 料理研究部

## 出身者

### 政治
- 長谷川峻
- 千葉健司
- 佐藤智 (栗原市長)
- 津軽芳三郎

### 経済
- 熊谷公平 - 河北新報社常務取締役
- 柴山育朗 - 伊藤ハム社長

### 法曹
- 氏家和男 - 日本弁護士連合会副会長

### 医療
- 栗原操寿
- 白鳥常男

### 学界・研究・教師
- 高橋渉 (数学者)
- 高橋芳郎 (中国史学者)
- 佐藤敬 (教育者)

### 作家・画家
- 白鳥省吾
- 三浦明博
- 能島和明

### 芸能
- 菅原文太
- みなみらんぼう
- 宮藤官九郎
- 狩野英孝
- 千田美智子
- 高橋俊行
- 高森玄
- 高峰東天
- おかやまはじめ

### スポーツ
- 中嶋英一 - 日本フェンシング協会会長
- 泉田純 - 相撲
- 赤坂光昭 - 野球
- 千葉修 - サッカー
- 後藤慶悟 - ラグビー
- 伊東総一郎 - クレー射撃
- 三橋亜記 - フィールドホッケー
- 鵜澤飛羽 - 陸上競技

## アクセス
- くりこま高原駅より市民バス、若柳線（下り）「築館高校前」下車[6]。
- 一関駅より市民バス一関線（上り）「築館高校前」下車[6]。
- 瀬峰駅より市民バス、玉沢線（下り）「築館高校前」下車[6]。
- 宮城交通・東日本急行仙台駅西口バスプール1番、仙台栗駒線「築館」下車[6]。
- 栗原市民バス古川駅から築館高校前バス停下車[6]。